# Swim – Schwimm um dein Leben!
Swim – Schwimm um dein Leben! (Originaltitel Swim) ist ein US-amerikanischer Tierhorrorfilm aus dem Jahr 2021 von Jared Cohn.

## Handlung
Familie Samson bestehend aus Lacey, ihrem Vater Noah, ihrem Ehemann Hudson und den gemeinsamen Kindern Charlotte und Tucker haben sich ein Strandhaus gemietet, in diesem sie einen gemeinsamen Urlaub verbringen wollen. Aufgrund schlechten Wetters, musste Hudson seinen Flug absagen und fährt mit einem Auto an die Küste. Bei dem Haus handelt es sich um eines, das auf Pfählen im Meer gebaut wurde. Leider ist es in einem erbärmlichen Zustand. Zum Unglück aller Beteiligten folgt Familienvater Hudson die Unwetterfront. Dennoch beschließt die Familie, das beste aus dem Urlaub zu machen. Als der Sturm die Küste trifft, steigt der Meeresspiegel und die Brandung spült einen ausgewachsenen Weißen Hai ins Erdgeschoss des Hauses.
Hudson trifft auf dem Highway zur Küste auf Tad Randolph, der nach seiner Tochter sucht. Wie sich wenig später herausstellt, wurde seine Tochter Becky bereits vom Hai gebissen, und befindet sich in der Obhut der restlichen Familie Samson. Da der Hai nun auch das Haus umkreist, ist es nicht möglich, Becky ins Krankenhaus zu bringen, da der Hai jeden Fluchtversuch durch das Wasser unterbinden würde. Der Sturm wiederum stellt sich als großes Problem für die beiden Familienväter heraus, da umgestürzte Bäume den SUV beschädigen und sich die Weiterfahrt verzögert.
Nachdem der Hai Tribut unter der lokalen Bevölkerung forderte, erreicht Hudson das Ferienhaus und kann seine Familie schließlich retten.

## Hintergrund
Der Film wurde in Malibu in Kalifornien gedreht. Der Film feierte am 13. August 2021 in den USA auf Tubi TV seine Premiere. In Deutschland startete der Film am 22. Juli 2022 in den Videoverleih.

## Rezeption
„Monsterhai-Tierhorror vom "Sharknado"-Studio.“

Jim Morazzini für Voices From The Balcony vergibt drei von fünf möglichen Sternen. Er kritisiert die schwachen CGI-Effekte, besonders die Darstellung von Wasser und Blut bemängelt er. Er prangert an, dass die Handlung nicht originell ist und in Bait 3D – Haie im Supermarkt ebenfalls Haie in einem überfluteten Gebiet auftraten und so etwas ähnliches mit Alligatoren in Crawl aus dem Jahr 2019 bereits erschien. Die schauspielerische Leistung wird auf ein entsetztes Gesicht und panische Schreie und Brett Hargrave und Daniel Grogan die viel Haut zeigen reduziert. Joey Lawrence hat insgesamt nur wenig Screentime im Film und erscheint gegen Ende und rettet die Familie.
Im Audience Score, der Zuschauerwertung auf Rotten Tomatoes, hat der Film bei weniger als 50 Abstimmungen eine Wertung von 17 %. In der Internet Movie Database hat der Film bei über 575 Stimmenabgaben eine Wertung von 2,9 von 10,0 möglichen Sternen.